# هانس كراي سينيور
هانس كراي سينيور (بالهولندية: Hans Kraay sr.)‏ هو مدرب كرة قدم ولاعب كرة قدم وصحفي هولندي في مركز الدفاع، ولد في 14 أكتوبر 1936 في أوترخت في هولندا، وتوفي في 27 أكتوبر 2017 في تيل في هولندا. شارك مع منتخب هولندا لكرة القدم. أما مع النوادي، فقد لعب مع فاينورد وفي في دوس.

## وصلات خارجية
- هانس كراي سينيور على موقع ناشيونال فوتبول تيمز (الإنجليزية)